# Chelipoda oblata
Chelipoda oblata är en tvåvingeart som beskrevs av Collin 1928. Chelipoda oblata ingår i släktet Chelipoda och familjen dansflugor. Inga underarter finns listade i Catalogue of Life.